# Cannomois taylorii
Cannomois taylorii är en gräsväxtart som beskrevs av Hans Peter Linder. Cannomois taylorii ingår i släktet Cannomois och familjen Restionaceae. Inga underarter finns listade i Catalogue of Life.